# Tumecillo
El Tumecillo es un río corto del norte de España que discurre por el oeste de la provincia de Álava y por el noreste de provincia de Burgos, donde nace. Es afluente del río Omecillo, que desemboca en el Ebro.

## Recorrido
El río Tumecillo nace de varios arroyos provenientes de la sierra Salvada, en las cercanías de los pueblos burgaleses de Murita y Berberana, en el entorno del monte Santiago. Desde allí se adentra en Álava, en el municipio de Valdegovía, por el pueblo de Osma, para continuar cerca de Astúlez, atravesar Caranca, y horadar un pequeño desfiladero en dirección al monasterio de Angosto, donde el terreno se abre; su recorrido continúa hasta llegar a Villanañe, donde desemboca en el río Omecillo.

## Rutas peatonales
Una vía de pequeño recorrido, el PR-4, transita paralela al río.